# اصل عدم توسل به زور
توسل به زور توسط حقوق بین‌الملل عرفی و حقوق معاهده‌ای منع شده‌است. در بند ۴ مادهٔ ۲ منشور ملل متحد آمده:

اعضای سازمان ملل متحد در روابط بین‌المللی خود از تهدید یا توسل به زور علیه تمامیت ارضی، استقلال سیاسی هر کشور یا هر گونه رفتاری که با اهداف ملل متحد مطابقت ندارد خودداری خواهند نمود.

بنا بر گفتهٔ لوئیس دوسوالدبک، دبیرکل کمیتهٔ حقوق‌دانان بین‌المللی این اصل از جمله اصول ارزشمند منشور ملل متحد است به این خاطر که از توسل به زوری که کشورها ذاتاً به آن متمایل هستند، جلوگیری می‌نماید. اگرچه بر طبق دیدگاه تنی چند از مفسران، منع ذکر شده در بند ۴ مادهٔ ۲ منشور ملل متحد صرفاً کشورها را از کاربرد زور در تمامیت ارضی و استقلال سیاسی دیگر دول بازمی‌دارد اما عقیدهٔ عموم بر آن است که تمامیت ارضی و استقلال سیاسی، تنها دو عنصر تقویت‌کننده می‌باشند و این منع، دربرگیرندهٔ منعی عمومی است (به استثناء ۲ موردی که در منشور ملل متحد درج گردیده دفاع مشروع و اقدامات شورای امنیت بر اساس فصل هفتم منشور). تفسیر اخیر در تاریخچهٔ منشور ملل متحد هم به نوعی بیان گردیده‌است.
«ما مردم ملل متحد مصمم گرده‌ایم به محفوظ داشتن نسل‌های آینده از بلای جنگ که دوبار در مدت یک عمر انسانی افراد بشر را دچار مصائب غیرقابل بیان نموده‌است.»

## نظام سازمان ملل متحد در خصوصمنع توسل به زور

### منشور ملل متحد
در منشور ملل متحد، ممنوعیت کلی و عام توسل به زور مدنظر قرار گرفته‌است. هم‌چنین قاعدهٔ منع توسل به زور در این منشور هرگونه اقدام زورمدارانه در روابط بین‌الملی نظیر جنگ، تهدید به جنگ، اقدامات مقابله به مثل مسلحانه، محاصرهٔ دریایی یا هر شکل دیگر استفاده از تسلیحات را در برمی گیرد. هرچند تمامی اعضای ملل متحد چه کوچک و چه بزرگ با یکدیگر برابرند و در روابط خویش باید از تهدید یا توسل به زور اجتناب ورزند اما در منشور دو مورد استثناء درج گردیده‌است که به دولت‌ها این امکان را می‌دهد که از زور در روابط بین‌المللی استفاده نمایند.
۱. در اجرای حق دفاع از خود. در این راستا در مادهٔ ۵۱ منشور آمده‌است:

در صورت وقوع حمله مسلحانه علیه یک عضو ملل متحد تا زمانی که شورای امنیت اقدام‌های لازم برای حفظ صلح و امنیت بین‌المللی را به عمل آورد، هیچ‌یک از مقررات این منشور به حق ذاتی دفاع از خود، خواه به‌طور فردی و خواه دسته جمعی لطمه‌ای وارد نخواهد کرد.

۲. اقدامات شورای امنیت بر اساس اختیارات واگذار شده در مادهٔ ۲۴ و ۲۵ و فصل هفتم منشور ملل متحد در راستای حفظ و اعادهٔ صلح و امنیت بین‌الملی.

### تصمیمات مجمع عمومی سازمان ملل متحد
مهم‌ترین قطعنامه‌ها و اعلامیه‌های مجمع عمومی سازمان ملل متحد در راستای مسئله منع توسل به زور و تحریم جنگ عبارتند از:
1. قطعنامه‌های مورخ ۱۹۴۷ و ۱۹۵۰ در زمینهٔ محکوم نمودن هر نوع تبلیغات جنگی؛
2. قطعنامه‌های مورخ ۱۹۴۹ و ۱۹۵۰ در زمینهٔ خودداری ملت‌ها از هر گونه تهدید یا توسل به زور برخلاف منشور و خودداری از هرگونه تهدید یا اقدامی که به استقلال ملت‌ها لطمه می‌زند یا جنگ‌های داخلی را موجب گردد؛
3. قطعنامهٔ مورخ ۱۹۵۰ با عنوان «صلح از طریق عمل»؛
4. اعلامیه مربوط به اصول حقوق بین‌الملل در زمینهٔ روابط دوستانه و همکاری میان کشورها؛
5. اعلامیه مورخ ۱۹۷۰ با عنوان «اعلامیهٔ تحکیم پایه‌های امنیت بین‌المللی».[۳]

### نظام معاهدات بین‌المللی
برخی از معاهدات بین‌المللی و تصمیم‌ها و توافق‌های میان کشورها که به مسئله عدم توسل به زور و تحریم جنگ پرداخته‌اند عبارتند از:
1. پیمان تأسیس اتحادیه عرب مورخ ۲۲ مارس ۱۹۴۵؛
2. پیمان آتلانتیک شمالی (ناتو) مورخ ۴ آوریل ۱۹۴۹ (مواد ۱ و ۵)؛
3. پیمان ورشو مورخ ۱۴ مه ۱۹۵۵ (مادهٔ ۵)؛
4. عهدنامه وین در مورد حقوق معاهدات مورخ ۲۳ مه ۱۹۶۹ (مادهٔ۵۲) و اعلامیه‌های منضم به آن؛
5. منشور بوگوتا مورخ ۱۹۴۸ (مادهٔ ۲۰)
6. منشور بوئنوس آیرس مورخ ۱۹۶۷ (مادهٔ ۲۰)
7. پیمان بریان–کلوگ یا پیمان پاریس که یک سند عام منع یا تحریم جنگ و مستقل از میثاق جامعهٔ ملل است.
8. پیمان ریو که یک معاهدهٔ منطقه‌ای است و در آن جمعی از کشورهای آمریکایی متعهد شده‌اند در روابط خود به زور متوسل نشوند.[۳]